# 石田武
石田 武（いしだ たけし、1926年（大正15年）3月 - 1989年（平成元年）4月15日）は、元NHKアナウンサー。

## 来歴・人物
中外商業新報（現・日本経済新聞）の記者である父・石田武太郎は現在の大阪府富田林市出身で、先祖は紀州徳川家に仕えた武士であった。武はアメリカの牧場で働くべく陸軍の獣医を目指し、麻布獣医専門学校を卒業する。終戦後に大勢の獣医が復員したため職に就けず、GHQの在日米軍基地で家畜の世話をして糊口を凌いだ。その後、英語が活かせると考え、高い競争倍率のNHK報道員に応募し採用された。
最初に派遣された広島時代には、広島カープ創設時のラジオの実況を務め、名調子で知られたという。またプロ野球、高校野球、大相撲、サッカーなどの実況も担当した。
1963年4月から1964年9月まで放送されたNHKの東京オリンピック展望番組『オリンピックアワー』のキャスター（司会）を務め、1964年10月に開催された東京オリンピック本番では陸上競技の中継を担当し、男子100mのロバート・ヘイズの金メダルを実況した人物でもあった。
NHKからボイス・オブ・アメリカに派遣され、日本向け日本語放送に従事する。また報道アナウンサーとしてはケネディ大統領暗殺事件関連の報道特別番組の司会や、アポロ11号月面着陸の実況を務めた。
家庭では厳しい一面があり、子どもたちが口答えをしたりすると語気を荒らげて手をあげることもあった。
NHK在職中に脳卒中で倒れて後遺症が残り、退職後は長い闘病生活をしていた。63歳没。

## 家族・親族
石田家
- 父・武太郎（1890年 - 1934年、中外商業新報記者、政治家） - 1915年、早稲田大学大学部政治経済学科を卒業した[5]。中外商業新報記者としてロンドン海軍軍縮会議を現地から報道し、後に目黒区議会議長となった。衆議院を目指し立憲政友会から出馬するも落選し、2年後に肝硬変で亡くなった[1]。東京府荏原郡碑衾町（現・東京都目黒区）に居住した。
- 母 - 3人の子供を養うため助産師の資格を取った[1]。
- 妻
- 長女・桃子（音楽家、1950年 - 2023年） - 広島市生まれ[6][7]。
- 長男・純一（本名は太郎、俳優、1954年 - ）
- 孫
  - いしだ壱成（俳優、ミュージシャン、1974年 - ）
  - すみれ（モデル、1990年 - ）

親戚
- 星川淳（作家・翻訳家）
- 渡辺興二郎（山口朝日放送社長で、元テレビ朝日の記者） - 甥（姉の子）にあたる[1]。